# Dixie Manufacturing Company
Dixie Manufacturing Company, anfangs Dixie Fiscal Company, war ein US-amerikanischer Hersteller von Automobilen.

## Unternehmensgeschichte
Das Unternehmen wurde 1916 in Vincennes in Indiana gegründet. Mac Pride leitete es. Im gleichen Jahr begann die Produktion von Automobilen, die als Dixie vermarktet wurden. Noch 1916 endete die Produktion.
Es gab keine Verbindung zur Southern Motor Car Company, die zuvor den gleichen Markennamen verwendete.

## Fahrzeuge
Nachdem in Amerika der Boom der Cyclecars vorüber war, versuchte dieses Unternehmen, Kleinwagen zum Preis eines Cyclecars anzubieten. Ein Vierzylindermotor mit 13 PS Leistung trieb die Fahrzeuge an. Das Fahrgestell hatte 274 cm Radstand.
Das Model 36 hatte eine Spurweite von 91 cm (36 Zoll). Der offene Roadster bot Platz für zwei Personen.
Das Model 56 wies mit 142 cm (56 Zoll) Spurweite das übliche Maß amerikanischer Fahrzeuge auf. Das Fahrzeug war als zweisitziger Roadster und als viersitziger Tourenwagen erhältlich.

## Modellübersicht
| Jahr | Modell   | Zylinder | Leistung (PS) | Radstand (cm) | Aufbau                                  |
| ---- | -------- | -------- | ------------- | ------------- | --------------------------------------- |
| 1916 | Model 36 | 4        | 13            | 274           | Roadster 2-sitzig                       |
| 1916 | Model 56 | 4        | 13            | 274           | Tourenwagen 4-sitzig, Roadster 2-sitzig |